# 4e cérémonie des New York Film Critics Circle Awards
Les 4e New York Film Critics Circle Awards, décernés par le New York Film Critics Circle, ont été annoncés le 3 janvier 1939 et ont récompensé les films réalisés l'année précédente.

## Palmarès

### Meilleur film
- La Citadelle (The Citadel)
  - Une femme disparaît (The Lady Vanishes)

### Meilleur réalisateur
- Alfred Hitchcock pour Une femme disparaît (The Lady Vanishes)
  - Garson Kanin pour A Man to Remember

### Meilleur acteur
- James Cagney pour le rôle de William 'Rocky' Sullivan dans Les Anges aux figures sales (Angels with Dirty Faces)
  - Spencer Tracy pour le rôle de Père Edward J. Flanagan dans Des hommes sont nés (Boys Town)

### Meilleure actrice
- Margaret Sullavan pour le rôle de Patricia Hollmann dans Trois Camarades (Three Comrades)
  - Wendy Hiller pour le rôle de Eliza Doolittle dans Pygmalion

### Meilleur film en langue étrangère
- La Grande Illusion •  France
  - Professeur Mamlock (Профессор Мамлок) •  Union soviétique